# Pygmodeon obtusum
Pygmodeon obtusum là một loài bọ cánh cứng trong họ Cerambycidae.